# حیدر عبدالامیر
حیدر عبدالامیر (عربی: حيدر عبد الأمير؛ زادهٔ ۲ نوامبر ۱۹۷۹) یک بازیکن فوتبال اهل عراق است.
وی همچنین در تیم ملی فوتبال عراق بازی کرده است.